# Chartoscirta cincta
Chartoscirta cincta är en insektsart som först beskrevs av Herrich-schaeffer 1841.  Chartoscirta cincta ingår i släktet Chartoscirta, och familjen strandskinnbaggar. Arten är reproducerande i Sverige.